# Philip Hellquist
Philip Hellquist (ur. 12 maja 1991 w Sztokholmie) – szwedzki piłkarz występujący obecnie na pozycji napastnika w Täby FK.

## Kariera
Karierę rozpoczął w Djurgårdens IF. Był dwukrotnie wypożyczany do Vasalunds IF i Assyriska FF. Następnie występował w zespołach SC Wiener Neustadt, Wolfsberger AC, Kalmar FF, PAS Janina oraz IF Brommapojkarna.